# Insjön (Vilhelmina socken, Lappland)
Insjön är en sjö i Vilhelmina kommun i Lappland och ingår i Ångermanälvens huvudavrinningsområde. Sjön är 17,3 meter djup, har en yta på 1,33 kvadratkilometer och är belägen 334,1 meter över havet. Sjön avvattnas av vattendraget Västerbäcken.

## Delavrinningsområde
Insjön ingår i det delavrinningsområde (716627-153439) som SMHI kallar för Utloppet av Insjön. Medelhöjden är 376 meter över havet och ytan är 25,57 kvadratkilometer. Det finns inga avrinningsområden uppströms utan avrinningsområdet är högsta punkten. Västerbäcken som avvattnar avrinningsområdet har biflödesordning 2, vilket innebär att vattnet flödar genom totalt 2 vattendrag innan det når havet efter 266 kilometer. Avrinningsområdet består mestadels av skog (61 procent) och sankmarker (26 procent). Avrinningsområdet har 1,38 kvadratkilometer vattenytor vilket ger det en sjöprocent på 5,4 procent.